# 禎明
禎明（ていめい）は、南北朝時代の南朝陳において後主陳叔宝の治世に使用された元号。587年正月 - 589年正月。

## 西暦・干支との対照表
| 禎明 | 元年  | 2年   | 3年   |
| 西暦 | 587年 | 588年 | 589年 |
| 干支 | 丁未  | 戊申  | 己酉  |